# Punčka v ogledalu
Punčka v ogledalu je mladinski roman, ki ga je napisala slovenska pisateljica Marinka Fritz-Kunc. Roman je izšel leta 2003 v zbirki Najhit pri založbi Karantanija. Vsebuje tudi spremno besedo Zrcalce, zrcalce na steni povej, ki jo je napisal Tadej Čater. V delu avtorica opisuje problematiko današnjega časa, saj se vse več mladih deklet sooča z motnjo hranjena in so preveč preobremenjene s svojim videzom in popolnostjo.

## Vsebina
Zgodba se dogaja v 21. stoletju in pripoveduje o treh dekletih, ki se pretirano obremenjujejo s svojim videzom in perfekcijo. Želijo si biti najlepše v vseh pogledih, zato so pripravljene storiti vse, tudi če to pomeni iti preko sebe in ogroziti lastno življenje.
Šana je glavna junakinja romana in je normalno 19-letno dekle, ki ji ni uspelo priti na medicinsko fakulteto, na katero si je tako zelo želela že od majhnega. Zato se odloči, da se bo za eno leto s prijateljico Majo vpisala na izredni študij prava. Njena tretja prijateljica Beba se z bulimijo spopada že od 13. leta. Nesamozavestno Šano popelje v svet bulimije z neprestanimi pripombami o njeni domnevno slabi postavi. Šana v ogledalu ne vidi več suhe punčke, temveč debeluško, ki ji neprestano govori kako debela je. Strezni jo šele smrt prijateljice Bebe, ki je zaradi manekenstva plačala visoko ceno.

## Zbirka
Knjiga je izšla v zbirki Najhit: zbirka uspešnic za najstnike.